# Tubaria
Tubaria (W.G. Sm.) Gillet (trąbka) – rodzaj grzybów należący do monotypowej rodziny Tubariaceae. Jest jedynym rodzajem należącym do tej rodziny.

## Systematyka i nazewnictwo
Pozycja w klasyfikacji według Index Fungorum: Tubariaceae, Agaricales, Agaricomycetidae, Agaricomycetes, Agaricomycotina, Basidiomycota, Fungi.
Synonim nazwy naukowej: Agaricus subgen. Tubaria W.G. Sm..
Nazwę polską podał Stanisław Chełchowski w 1898 r.

## Charakterystyka
Małe grzyby kapeluszowe o rdzawobrązowej barwie (tylko jeden gatunek ma kolor ochrowy). Rosną na próchniejącym drewnie lub na ziemi, na leżących lub zagrzebanych kawałkach próchniejącego drewna. Kapelusz pokryty jest białymi resztkami osłony i szybko staje się rozpostarty. Zazwyczaj ma żłobkowany brzeg. Trzon u młodych owocników również pokryty jest (ale skąpo) resztkami osłony. Pierścienia brak, tylko u młodych owocników występuje słabo widoczna włókienkowata strefa pierścieniowa. Blaszki ubarwione są podobnie jak kapelusz i widziane z boku są trójkątne. Wysyp zarodników o barwie od rdzawobrązowej do ochrowobrązowej.
Gatunki występujące w Polsce:
- Tubaria confragosa (Fr.) Harmaja 1978 – trąbka opierścieniona
- Tubaria conspersa (Pers.) Fayod 1889 – trąbka kłaczkowata
- Tubaria dispersa (L.) Singer 1961 – trąbka żółtoblaszkowa
- Tubaria ferruginea Maire ex E. Horak & P.-A. Moreau 2005 – tzw. płomienniczek czerwonobrązowy
- Tubaria furfuracea (Pers.) Gillet 1876 – trąbka otrębiasta
- Tubaria minutalis Romagn. 1937 – trąbka drobniutka
- Tubaria pallidispora J.E. Lange 1940 – trąbka bladozarodnikowa
- Tubaria romagnesiana Arnolds 1982 – trąbka francuska

Nazwy naukowe na podstawie Index Fungorum. Uwzględniono tylko gatunki zweryfikowane o potwierdzonym statusie. Wykaz gatunków i nazwy polskie według Władysława Wojewody.

## Znaczenie
Grzyby saprotroficzne. Żaden z gatunków nie jest jadalny, jednak jak dotąd nie zarejestrowano żadnego przypadku zatruć przedstawicielami tego rodzaju grzybów.